# Morphina
Morphina è un singolo della cantautrice italiana Ditonellapiaga, pubblicato il 10 dicembre 2020.

## Video musicale
Il video musicale, scritto e diretto da Erica Bellucci e Vittoria Elena Simone, è stato pubblicato il 18 dicembre 2020 attraverso il canale YouTube della cantautrice.

## Tracce
Testi e musiche di Ditonellapiaga, Alessandro Casagni e Benjamin Ventura.
1. Morphina – 2:46